# Cicurina intermedia
Cicurina intermedia es una especie de araña araneomorfa del género Cicurina, familia Hahniidae. Fue descrita científicamente por Chamberlin & Ivie en 1933.
Habita en los Estados Unidos.